# Tableau de conférence

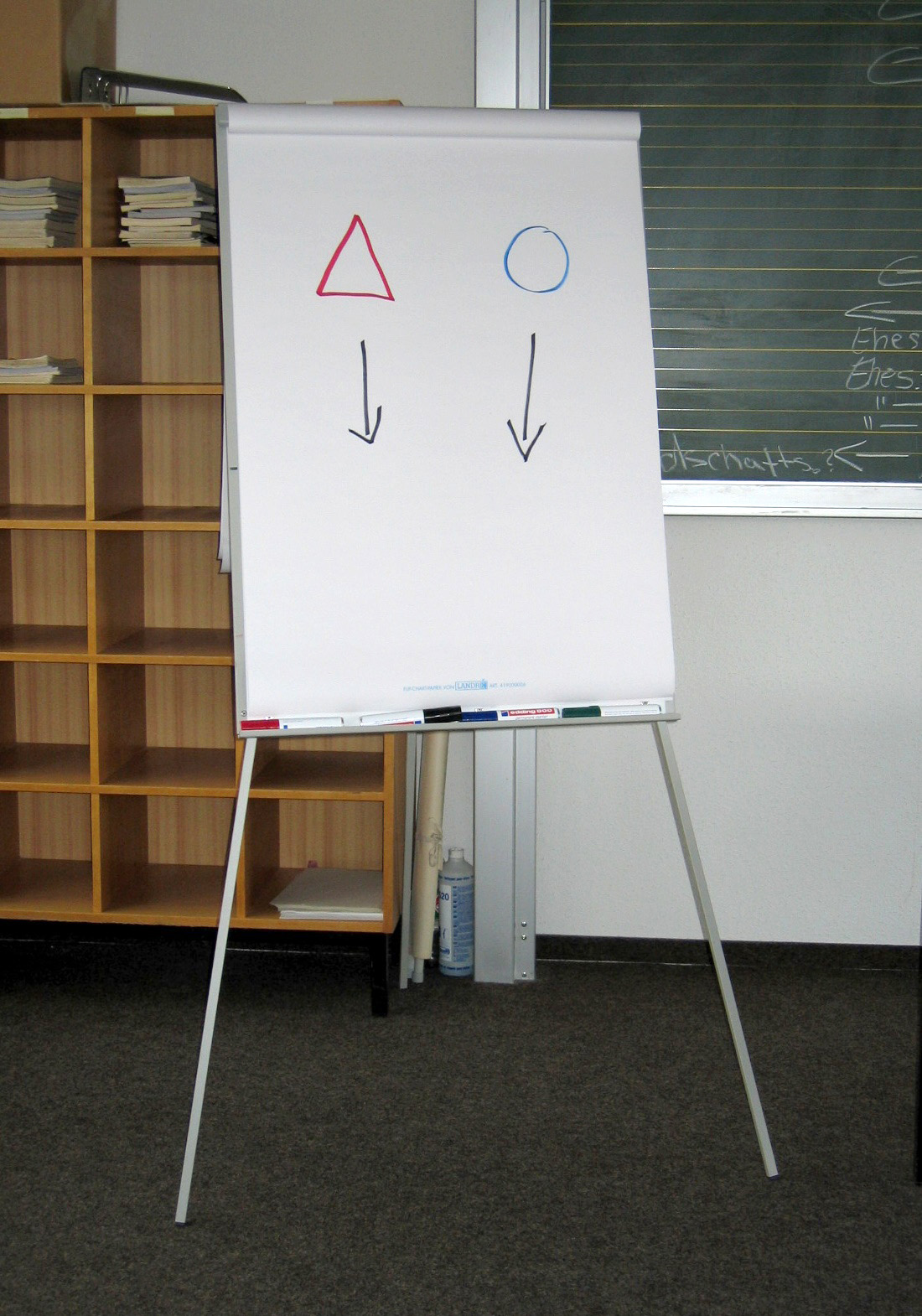
Un tableau de conférence.

Un tableau de conférence, paperboard (faux anglicisme) ou chevalet de conférence par analogie au chevalet de peintre quand il est posé au sol sur un trépied, est un instrument mobile de communication visuelle dans les réunions de travail jusqu'à quelques dizaines de participants. Il est constitué d'un bloc de grandes feuilles de papier journal fixées par le bord supérieur à un tableau blanc.
On parle de paperboard par analogie avec l'anglais blackboard (tableau noir) ; cependant en anglais paperboard désigne une sorte de papier cartonné. « Tableau de conférence » se dit en anglais flip chart, allusion à la possibilité de tourner les pages déjà utilisées par-dessus le bord supérieur du tableau.
On écrit et on dessine en grand au marqueur pour être vu à distance suffisante. Le support le plus souvent métallique permet aussi d'utiliser des aimantins de signalisation.
Le format de papier courant en France est double raisin (65 × 100 cm), diminué d'une marge de fixation prédécoupée et percée de deux trous par lesquels passent broches ou les vis de serrage d'un onglet. Un bloc a en général une cinquantaine de feuilles.